# Johann Genersich
Johann Genersich (* 15. August 1761 in Kesmark, Königreich Ungarn; † 18. Mai 1823 in Wien, Kaisertum Österreich) war ein Theologe, Pädagoge und Historiker.

## Leben
Johann Genersich war Sprössling einer alteingesessenen Zipser-Deutschen Familie. Er wurde als zweiter Sohn des wohlhabenden Kesmarker Kaufmanns Evangelista Genersich und dessen Ehefrau Anna Susanna geb. Royko am 15. August 1761 in Kesmark geboren. Die Zipser Deutschen (auch als Zipser Sachsen bezeichnet) sprachen Deutsch als Muttersprache, die Kinder wurden aber in der Regel für mehrere Monate nach Ungarn bzw. auf slowakische Schulen geschickt, um diese Sprachen zu erlernen. In der Habsburgermonarchie war das für das sog. „Bildungsbürgertum“ in den Zipser Städten eine Selbstverständlichkeit.
Den Schulbesuch begann Johann am Deutschen Evangelischen Lyzeum seiner Heimatstadt, um danach auf das Reformierte Kollegium nach Debreczin zu wechseln, das eine der angesehensten ungarischen Lehranstalten war. Danach wurde er nach Obersalz im Komitat Gemer und Kleinhont geschickt, um Slowakisch zu lernen. Nach dem Abschluss der Mittelschulen studierte Genersich, wie die meisten Theologen der Zips in der damaligen Zeit, zuerst am Evangelischen Lyzeum in Preßburg und dann an der Universität Jena Philosophie, Geschichte und evangelische Theologie. Nach seiner Rückkehr nahm er 1785 in seiner Heimat vorerst eine Erzieherstelle an und seit 1788 wirkte er 33 Jahre lang als Professor für Geschichte, Philosophie und klassische Philologie am Evangelischen Lyzeum in Kesmark.
Neben seiner Unterrichtstätigkeit widmete er sich verschiedensten Forschungsgebieten, er verfasste Schriften zu pädagogischen Fragen, zu theologischen und kulturgeschichtlichen Themen und publizierte umfassende historische Bücher. Als Habsburg-treuer Historiker schrieb er eine Abhandlung „Von der Liebe zum Vaterland“, die er Kaiser Leopold II. widmete.
Seine Treue zum Haus Habsburg trug dazu bei, dass er 1821 als Professor für Kirchengeschichte und Kirchenrecht an die neu gegründete Evangelisch-Theologische-Lehranstalt (heute: Evangelisch-Theologische Fakultät der Universität Wien) in Wien berufen wurde.
Genersich starb am 18. Mai 1823 in Wien.

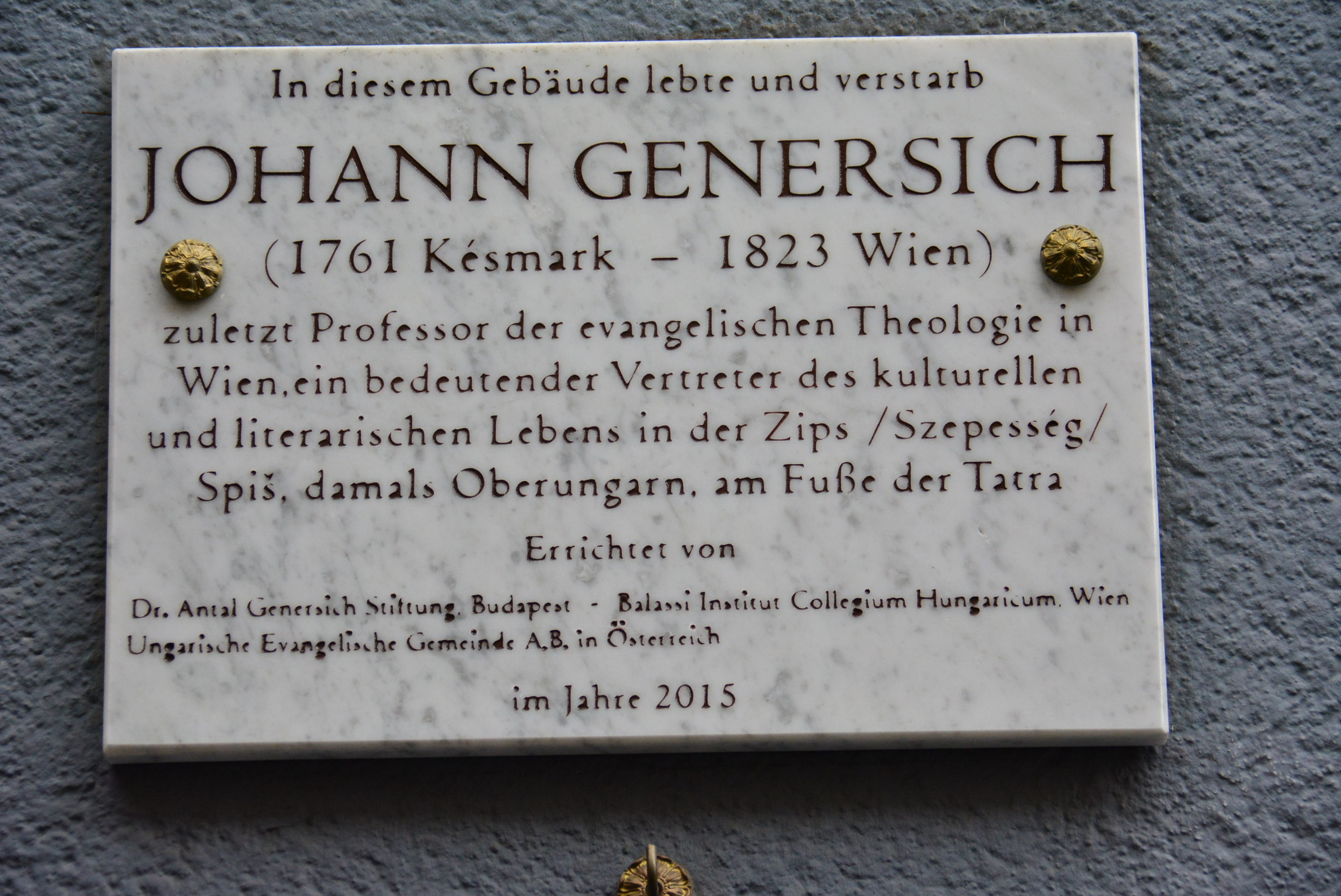
Gedenktafel am Sterbehaus von Johann Genersich in Wien.

Am 8. Juni 2015 wurde am letzten Wiener Wohnort und Sterbehaus von Johann Genersich in der Florianigasse 36 in der Wiener-Josephstadt eine Gedenktafel enthüllt.

## Schriften (Auswahl)
- Beiträge zur Schulpädagogik. Wien 179
- Von der Liebe des Vaterlandes. Ein philosophisch-historischer Versuch. Wien 1793
- Genialität. Pest 1800
- Über die jetzige Verfassung der prot. Schulanstalten in Ungarn. Wien 1803
- Zwei Predigten über Tod und Unsterblichkeit. Leutschau 1806
- Biographische Darstellungen der größten Männer aller Zeiten und Völker der Welt. Wien 1811 (5 Bde.)
- Wilhelmina; Ein Lesebuch für Mädchen von zehn bis fünfzehn Jahren, zur Bildung des Herzens und des Geschmacks. Wien 1811
- Lateinische und deutsche Gespräche. Wien 1811
- Götterlehre.; Wien 1811
- Geschichte der österreichischen Monarchie von ihrem Ursprunge bis zum Ende des Wiener Friedens-Congresses. Wien 1815–17, (8 Bde.)
- Weltgeschichte für gebildete Frauenzimmer mit vorzüglicher Rücksicht auf Völkersitten und auf berühmte Frauen aller Zeiten. Leipzig 1817 (5 Bde.)
- Reden über vorzüglich wichtige Gegenstände der Religion, zur Beruhigung der Herzen unter den Stürmen der Zeit. Pesth 1817
- Emma; Leben einer glücklichen Mutter. Kaschau 1819
- Trostworte am Grabe der Frau Johanna Susanna v. Cerva zu Käsmark den 23. März 1820. Preßburg 1820
- Kurzer Abriss der Geschichte von Oesterreich, Böhmen und Ungarn. Tyrnau 1824 (2. Auflage in Pest 1830)